# Лундквист, Юэль
Пер Юэль Лундквист (швед. Per Joel Lundqvist; род. 2 марта 1982, Åre church parish, Емтланд) — шведский профессиональный хоккеист. Нападающий хоккейного клуба «Фрёлунда». Игрок сборной Швеции. Брат-близнец хоккейного вратаря Хенрика Лундквиста.

## Биография
Юэль Лундквист родился в городе Оре в Швеции 2 марта 1982 года. Воспитанник хоккейного клуба «Фрёлунда». В сезоне 200/01 дебютировал в профессиональном хоккее, сначала во второй лиге за «Мёлндал», а затем и за «Фрёлунду» в высшей лиге Швеции. За команду выступал до 2006 года, в 2003 и 2005 году стал чемпионом Швеции, в 2006 году завоевал серебро чемпионата. В 2006 году отправился за океан, выступал за «Айову Старз» в АХЛ. 3 декабря 2006 года дебютировал в НХЛ за команду «Даллас Старз».
За «Даллас» в национальной хоккейной лиге Юэль провёл 3 сезона, с 2006 по 2009 год. В регулярном первенстве сыграл 134 матча, забросил 7 шайб и отдал 19 голевых передач. В плей-офф провёл 25 игр, забросил 4 шайбы и отдал 5 голевых пасов. В 2009 году вернулся в «Фрёлунду». В 2016 году в третий раз стал чемпионом Швеции. Также Юэль стал двукратным победителем Лиги чемпионов.
Выступал за юниорскую и молодёжную сборную Швеции. В 2006 году дебютировал на чемпионате мира по хоккею с шайбой. Чемпион мира 2006, 2013 и 2017 года, бронзовый призёр 2009 и 2014 года.

## Награды и достижения
| Награда                               | Год              |       |
| ------------------------------------- | ---------------- | ----- |
| Шведская хоккейная лига               |                  |       |
| Номинант на приз «Новичок года»       | 2002             |       |
| Приз имени Рауля Ле Мата («Фрёлунда») | 2003, 2005, 2016 | [ 3 ] |
| АХЛ                                   |                  |       |
| Участник Матча всех звёзд АХЛ         | 2007             |       |
| Хоккейная Лига чемпионов              |                  |       |
| Чемпион («Фрёлунда»)                  | 2016, 2017       | [ 4 ] |
| Самый ценный игрок                    | 2017             |       |

## Статистика
| Легенда | Легенда                    | Легенда | Легенда                   | Легенда | Легенда    |
| ------- | -------------------------- | ------- | ------------------------- | ------- | ---------- |
| И       | Количество проведённых игр | Штр     | Штрафное время            | +/−     | Плюс-минус |
| Г       | Голы                       | П       | Голевые передачи          | О       | Очки       |
| -       | Статистика неизвестна      | —       | Статистика не учитывалась |         |            |